# Rickleton
Rickleton är en ort i Sunderland i Storbritannien. Den ligger i grevskapet Tyne and Wear och riksdelen England, i den centrala delen av landet, 400 km norr om huvudstaden London. Rickleton ligger 51 meter över havet och antalet invånare är 3 058.
Terrängen runt Rickleton är huvudsakligen platt, men åt nordväst är den kuperad. Runt Rickleton är det mycket tätbefolkat, med 1 956 invånare per kvadratkilometer. Närmaste större samhälle är Newcastle upon Tyne, 11,2 km norr om Rickleton. I omgivningarna runt Rickleton växer i huvudsak blandskog.